# Krysa černouchá
Krysa černouchá (Mallomys rothschildi) je druh hlodavce z čeledi myšovití.
Tato větší krysa je na hřbetě téměř úplně černá, jinak na horní části rudohnědá, na spodní části těla bělavá, někdy s bílým pásem od břicha vzhůru na každé straně. Šplhá po stromech, živí se výhonky, listy a jinou rostlinnou potravou a efektivně přitom využívá své ostré drápy.
Dosahuje délky 34–28 cm, její ocas má 36–42 cm, hmotnost: 0,95-1,5 kg.
Rozšířena je v Indonésii a na Papui Nové Guineji